# Plongeon arctique
Gavia arctica
Espèce
Répartition géographique
Statut de conservation UICN

 LC  : Préoccupation mineure
Le Plongeon arctique (Gavia arctica), aussi appelé au Québec Huart arctique, est une espèce d'oiseaux de la famille des Gaviidae. Il est de taille moyenne, et est parfois confondu avec le Plongeon huard.

## Morphologie
C'est un oiseau presque aussi gros qu'une oie, mesurant de 58 à 73 cm et pesant en moyenne 2,5 kg pour les femelles, et 3,5 kg pour les mâles. Son envergure varie entre 105 et 125 cm. Son corps fuselé et ses pattes palmées noires, très en arrière du corps, sont adaptées à la propulsion en milieu aquatique, mais ne lui permet pas de marcher correctement.
Les adultes nicheurs ressemblent à un petit plongeon huard, aux lignes plus fines. Mâles et femelles ont la tête grise, une grande tache triangulaire noire sur la gorge, des bandes noires et blanches sur le côté du cou et sur la poitrine et le ventre blanc. Le dos présente des bandes noires et blanches sur la partie supérieure, et un damier noir et blanc sur le flanc et les ailes.
Le plumage d’hiver est plus terne, gris-brun foncé sur le dos, faiblement tacheté, avec le ventre, le menton et l’avant du cou blancs. Le bec, gris foncé lors de la nidification, devient plus clair en hiver.
La queue est courte et noire. Le bec est en forme de poignard.

## Comportement

### Vol
Son vol est souple, il vole avec le cou tendu, la tête légèrement tombante, les pattes allongées vers l'arrière. Il utilise aussi ses ailes pour nager.

### Alimentation
Cette espèce, comme tous les plongeons, est un piscivore capturant généralement ses proies sous l’eau. Il peut plonger jusqu'à 6 m de profondeur.[réf. nécessaire] Il se nourrit de poissons, mais n'hésite pas à compléter sa ration alimentaire de divers invertébrés aquatiques. On a même trouvé des grenouilles dans l'estomac d'un individu mort.

### Reproduction

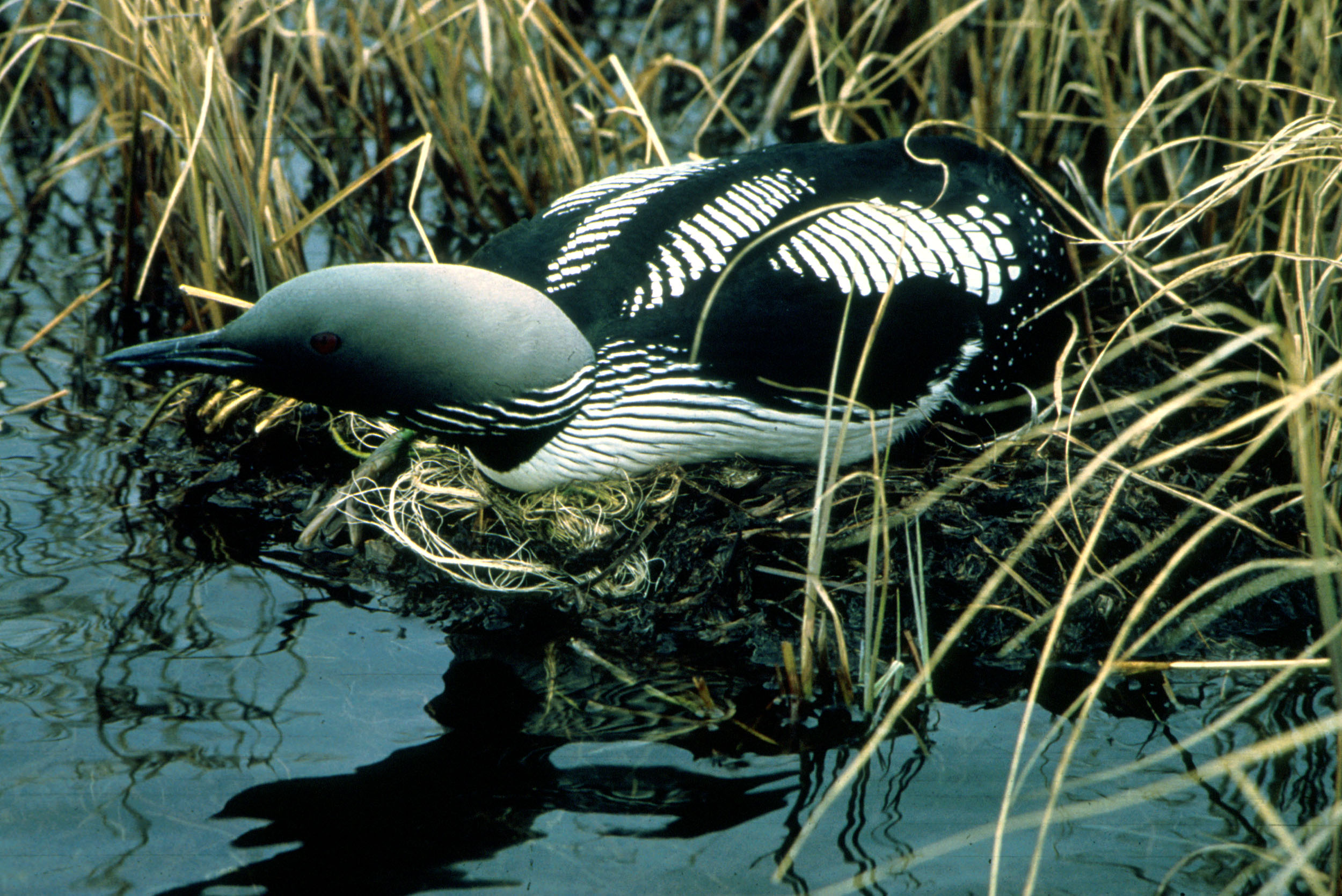
Plongeon arctique au nid

Cet oiseau commence à se reproduire vers l'âge de 3 ans. Le record de longévité actuel (2008), déterminé par marquage est detenu par un oiseau bagué en Allemagne : plus de 27 ans et 10 mois,.
Cette espèce gagne son aire de nidification, généralement à proximité d'un grand lac profond, entre mars et mai. Le plongeon arctique est un oiseau monogame. Il nidifie même près d'un plan d'eau peu poissonneux, n'hésitant pas à réaliser de longs vols pour se rendre sur d'autres sites de nourrissage. Il bâtit son nid sans soin particulier : c'est un simple trou peu profond garni avec de la mousse, de l'herbe et des feuilles, voire laissé nu (les œufs sont alors pondus à même le sol).

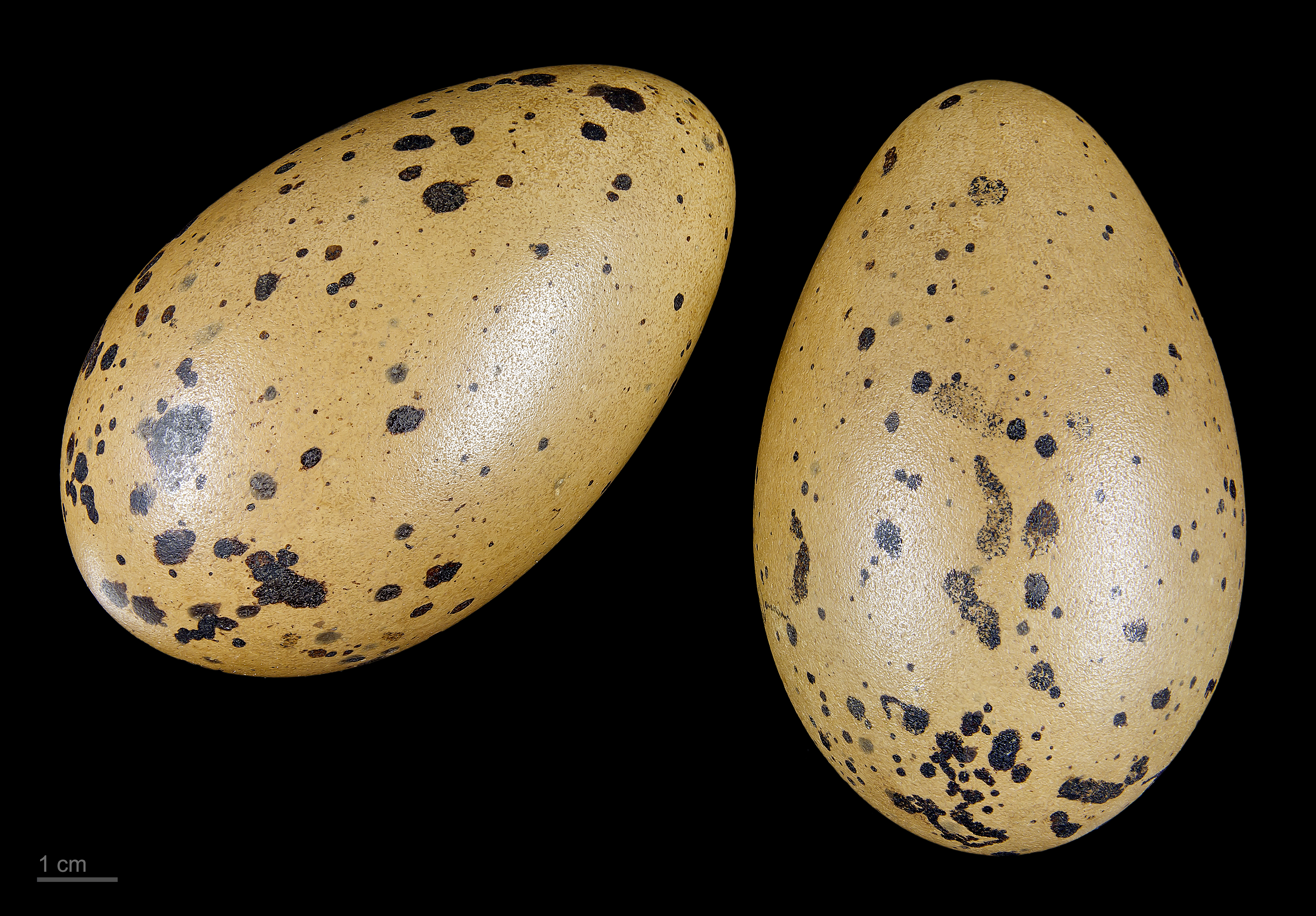
Gavia arctica - MHNT

Ce nid se trouve au contact de l'eau, sur un îlot ou sur la rive. La femelle pond entre mai et juin généralement deux œufs brun-jaune avec quelques taches brun-noir sur le gros bout. L'incubation est réalisée par les deux parents et dure en moyenne un mois (de 28 à 32 jours). À l'éclosion, les poussins pèsent en moyenne 72 g. Ils bénéficieront des soins parentaux pendant deux mois, mais ils sont capables de se nourrir seuls au bout de deux semaines.

### Cri
Pendant la saison hivernale et en vol, le plongeon arctique est plutôt silencieux. Il pousse des cris « plaintifs ».

## Répartition et habitat
Pendant la saison de nidification, il est présent dans toutes les zones circumpolaires de l'Eurasie et du continent nord-américain, au niveau des latitudes tempérées froides à arctiques. La zone d’hivernage est plus vaste, elle s'étend au sud jusqu'à la péninsule de Basse-Californie, les mers Noire et Caspienne, ou la mer de Chine orientale. Cet oiseau hiverne sur de grands lacs souvent profonds. On le trouve le reste du temps en mer, dans les zones côtières. Lors de la migration, on peut le voir à l'intérieur des terres.
Cet oiseau migre vers le nord à partir d'avril pour les populations les plus méridionales, et de mai pour les autres, pour atteindre les aires de nidification. Certains plongeons arctiques de Sibérie font un grand détour, traversant l'Eurasie jusqu'à la mer Baltique, puis revenant le long des rivages jusqu'à l'embouchure de l'Ienisseï et de la Léna, ce qui représente un voyage de 15 000 km. Le retour de migration pourra commencer dès la mi-août pour les populations les plus boréales, n'hésitant pas (les jeunes volant encore très mal) à effectuer une partie du trajet à la nage. Le départ principal vers le sud, vers les aires d'hivernage, a plutôt lieu en octobre et novembre. Certaines populations (celles de la mer Baltique par exemple) peuvent être sédentaires.

## Le Plongeon arctique et l'Homme

### Position systématique

#### Étymologie
Cette espèce de plongeon est une des quatre visibles en Europe.

Son appellation binomiale vient du latin Gavia, cité par Pline, désignant un oiseau marin (peut-être du genre Larus) et du grec arkticos signifiant arctique et désignant sa distribution.

#### Sous-espèces
Il y avait auparavant trois sous-espèces :
- espèce Gavia arctica
  - sous-espèce Gavia arctica arctica (Linnaeus, 1758) ;
  - sous-espèce Gavia arctica pacifica (Lawrence, 1858) ;
  - sous-espèce Gavia arctica viridigularis Dwight, 1918.

Mais certains auteurs (Peterson) considèrent que Gavia arctica pacifica est une espèce à part entière, Gavia arctica n'est plus représenté que par deux sous-espèces :
- Gavia arctica arctica (Linnaeus, 1758) ;
- Gavia arctica viridigularis Dwight 1918.

Le plongeon du Pacifique Gavia pacifica (Lawrence, 1858) ne comporte pas de sous-espèce.

Remarque : la sous-espèce Gavia arctica arctica correspond à l'espèce Gavia arctica initialement recensée par Linnaeus avant la création des sous-espèces.

### Statut et préservation

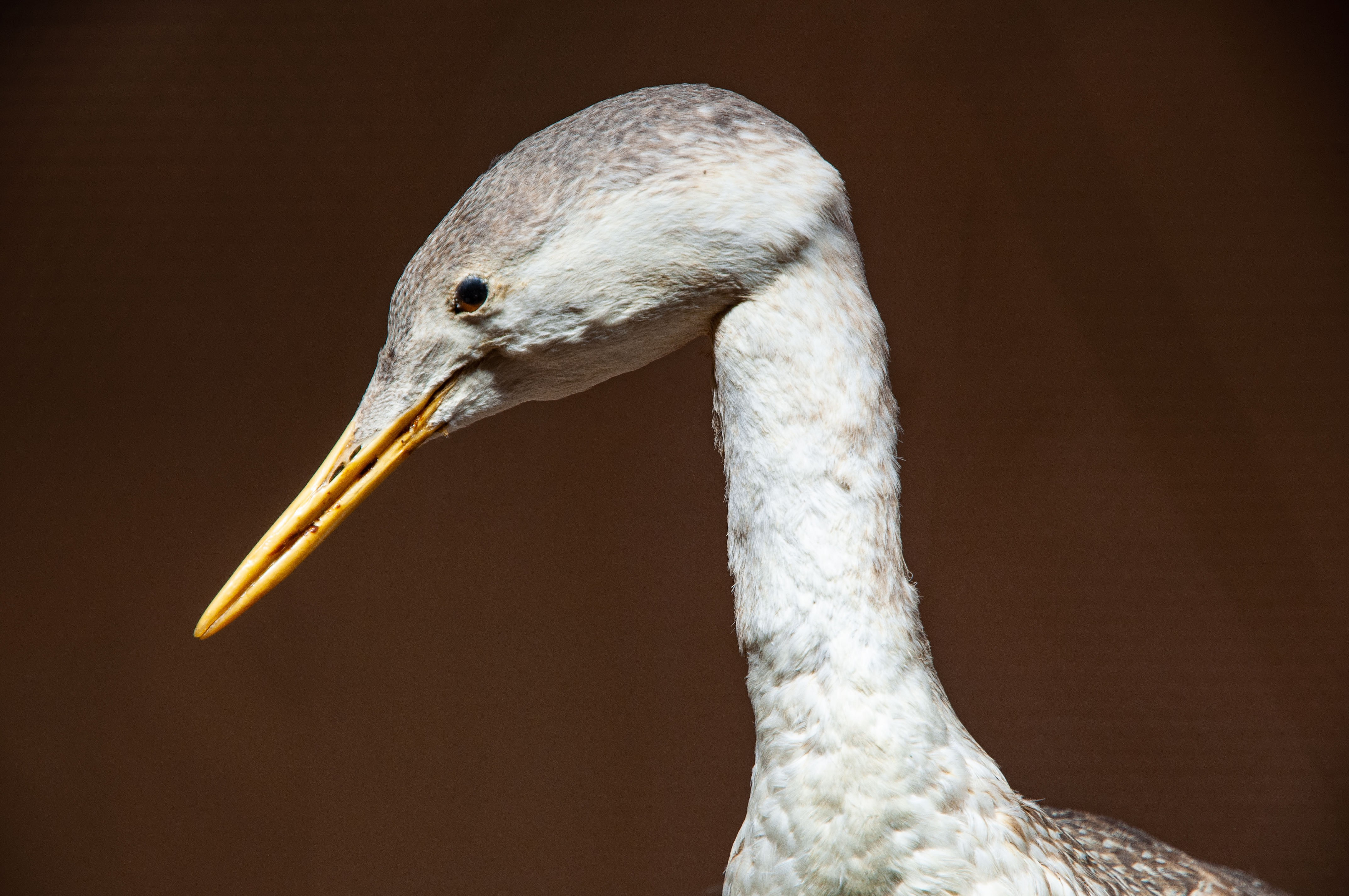
Plongeon arctique naturalisé - Monaco

Cet oiseau est protégé en Europe. Même si sa répartition reste assez stable, la population est en très net déclin dans certaines zones (en Finlande par exemple). Les œufs du plongeon arctique présentent un taux alarmant de pollution, en mercure notamment, et le taux de reproduction n'arrive plus à compenser le taux de mortalité. Il faut ajouter à ce problème la pression humaine sur les sites de nidification, ce qui place ce plongeon dans une situation préoccupante. C'est ce qui a poussé la Commission européenne (Directive oiseaux), la Convention de Berne (protection de la vie sauvage), le CMS (Convention de Bonn), l'AEWA Accord sur la conservation des oiseaux d'eau migrateurs d'Afrique-Eurasie et la Convention concernant les oiseaux migrateurs à le protéger.
Birdlife International décrit l'espèce comme "vulnérable" en Europe. Bien que selon les estimations de cette organisation, la population européenne comprendrait de 51 000 à 92 000 couples en été, et 17 000 hivernants (Russie incluse), eux aussi ont remarqué le déclin de population, en Russie notamment. L'Agence européenne pour l'environnement (AEE) a elle aussi déclaré l'espèce vulnérable depuis 1994. Ce plongeon a en effet été déclaré comme "à surveiller" par la Norvège, la Suède et la Finlande, "en danger" par la Lettonie et la Lituanie et éteinte en Pologne.
L'AEWA classe cette espèce dans la catégorie B2c (populations vulnérables (plus de 100 000 individus mais considérées comme nécessitant une attention spéciale en raison d'une manifestation d'un déclin significatif à long terme)) pour les populations de l'Europe et de l'ouest de la Sibérie, et dans la catégorie C1 (population assez nombreuse et peu menacée) pour celles de l'est de la Sibérie et de la mer Caspienne.
L'UICN classe le plongeon arctique dans la catégorie LC ("préoccupation mineure"), car sa population mondiale a été estimée entre 130 000 et 2 millions individus, répartis sur un territoire estimé à 10 millions de km2.
Ce plongeon est sensible au virus H5N1 de la grippe aviaire (un cas en Allemagne a été confirmé début juillet 2007).

### Dans la culture japonaise
Le Plongeon du Pacique et le Plongeon arctique avaient l'habitude, au large du Japon en fin d'hiver, de pêcher collectivement de petits poissons, les réunissant dans une aire réduite afin de les capturer plus facilement. Ceci attirait de plus gros poissons prédateurs, que les pêcheurs japonais pouvaient alors capturer en grand nombre. Avec une telle aide, les pêcheurs gagnaient en février-mars suffisamment d'argent pour vivre un an ; c'est pourquoi ces Plongeons étaient considérés comme des messagers des cieux. De nos jours, le déclin des plongeons dans ces régions et l'adoption de nouvelles techniques de pêche ont fait disparaître ces pratiques.

### Philatélie
De nombreux pays ont émis des timbres à l'effigie de cet oiseau (Finlande en 1993, Suède en 1986, Lituanie en 2005, Autriche en 1999, Pologne en 1964, Russie en 1976, et Mongolie en 1973)